# The Gift of Game
The Gift of Game è il primo album in studio del gruppo musicale statunitense Crazy Town, pubblicato nel 1999 dalla Columbia Records.
Nel 2023 la rivista Loudwire l'ha inserito al cinquantesimo posto nella sua lista dei 50 migliori album nu metal di sempre.

## Descrizione
Il disco ha venduto a livello mondiale due milioni e mezzo di copie, di cui più della metà nei soli Stati Uniti, dove è stato premiato con un disco di platino. Le sue vendite contribuirono in parte al successo delle sonorità nu metal e rap rock negli anni novanta e duemila.
Alla registrazione dell'album parteciparono anche Amir Derakh e Jay Gordon, membri degli Orgy, e il rapper KRS-One. Il disco deve gran parte della notorietà al singolo Butterfly, costruito su un frammento di Pretty Little Ditty dei Red Hot Chili Peppers.
La ragazza tatuata col lecca lecca in mano in copertina si chiama "Little Lolita", e rappresenta la mascotte del gruppo, disegnata dal cantante e rapper Shifty Shellshock e da suo zio. Sia il titolo che la copertina dell'album traggono ispirazione dal testo della traccia Lollipop Porn. Nell'album solista di Shifty Happy Love Sick è presente anche una canzone intitolata "Lolita", e la ragazza riappare, vestita da b-girl, sulla copertina del terzo album in studio del gruppo The Brimstone Sluggers.

## Accoglienza
Steve Huey di AllMusic considerò l'album "simile a molti altri dischi rap metal, capace di unire in modo decente ritmi aggressivi e virili con potenti e rumorosi riff di chitarra e notevoli influssi hip hop". Huey sostenne che "il gruppo e l'album erano promettenti, malgrado somiglianze evidenti con formazioni come Limp Bizkit e altre simili". April Long di NME giudicò in modo negativo la mancanza d'innovazione dei riff di chitarra e dei testi.
In un'intervista concessa alla rivista Ink all'epoca della pubblicazione dell'album, l'ex cantante e rapper Shifty Shellshock dichiarò che le tracce e i testi del disco erano una fonte di "puro e semplice divertimento, sia per il gruppo che per gli ascoltatori", e che la sua formazione aveva "un background musicale intermedio tra hard rock e rap".

## Tracce
1. Intro – 0:25
2. Toxic – 2:48
3. Think Fast (feat. Dirty Unit) – 3:52
4. Darkside – 3:52
5. Black Cloud (feat. Jay Gordon degli Orgy) – 5:02
6. Butterfly (contiene un campionamento tratto da Pretty Little Ditty dei Red Hot Chili Peppers) – 3:36
7. Only When I'm Drunk (Tha Alkaholiks cover) – 2:47
8. Hollywood Babylon (feat. Mad Lion) – 4:23
9. Face the Music (contiene interpolazioni tratte da Human Beat Box dei The Fat Boys) – 3:24
10. Lollipop Porn – 3:54
11. Revolving Door – 3:40
12. Players (Only Love You When They're Playing) (featuring Jenny Sipprelle) – 4:13
13. B-Boy 2000 (featuring KRS-One) – 4:27
14. Outro (www.crazytown.com) – 1:19

- Le tracce dalla 15 alla 31 sono vuote

1. Untitled Hidden Track (traccia fantasma) – 0:55

## Formazione
- Shifty Shellshock (Seth Brooks Binzer) - voce
- Epic Mazur (Bret Mazur) - voce
- Rust Epique - chitarra
- Antonio Lorenzo Valli (Trouble) - chitarra
- Doug "Faydoe" Miller - basso
- Kyle Hollinger - batteria
- DJ AM - giradischi, console

Altri musicisti
- Dirty Unit - voce (in Think Fast)
- Jay Gordon - voce (in Black Cloud)
- KRS-One - voce (in B-Boy 2000)
- Mad Lion - voce (in Hollywood Babylon)
- Jenny Sipprelle - voce (in Players)